# Европейски университетски институт
Европейският университетски институт (на италиански: Istituto universitario europeo; на английски: European University Institute) е международен научноизследователски университет в Италия в областта на социалните и хуманитарни науки.
Създаден е от 6-те страни-основателки на Европейската общност през 1972 година, а отваря вратите си през 1976 година Намира се в град Фиезоле, близо до Флоренция.
Европейският университетски институт предлага магистърски и докторски програми по право и икономика, докторски програми по история и цивилизация и по политически и социални науки. Академията по европейско право предлага курсове по право на Европейския съюз и по правата на човека.
Преобладаващият работен език е английски, но занятия и семинари се водят също на френски, италиански, испански и други официални и неофициални езици. Република България ратифицира Конвенцията за Европейския университетски институт на 12 ноември 2014 година.

## История
Основан е на 19 април 1972 година от тогавашните държави членки на Европейската общност, които подписват Конвенция за създаване на Европейски университетски институт. Целта на Европейския университетски институт е да допринесе чрез своите дейности в областта на висшето образование и изследователската дейност за развитието на културното и научното наследство на Европа, както в неговата цялост, така и в съставните му части, като в същото време се вземат предвид и отношенията с култури извън Европа. Първите страни-членки са:
- Белгия
- Германия (тогава Западна Германия)
- Италия
- Нидерландия
- Франция
- Люксембург

Година по-късно към тях се присъединяват и новите страни-членки на Европейската общност:
- Великобритания
- Дания
- Ирландия

През 1976 година Европейският университетски институт официално отваря вратите се за своите първи 70 изследователи. През следващите десетилетия ЕУИ привлича изследователи и преподаватели от всички континенти. В рамките на своите програми институтът извършва интердисциплинарни изследвания по основните въпроси, пред които е изправен светът, особено съвременното европейско общество.
Към юли 2016 г., следвайки хода на разширението на Европейския съюз, държавите членки на Европейския университетски институт са:  Австрия,  Белгия,  България,  Кипър,  Дания,  Естония,  Финландия,  Франция,  Германия,  Гърция,  Ирландия,  Италия,  Латвия,  Люксембург,  Нидерландия,  Полша,  Португалия,  Румъния,  Словакия,  Словения,  Испания,  Швеция и  Великобритания.

## Структура

### Департаменти
- Департамент по икономически науки
- Департамент по история и цивилизация
- Юридически департамент
- Департамент по политически и социални науки
- Академия по европейско право
- Център за напреднали изследвания „Робърт Шуман“
- Програма „Макс Вебер“

### Други звена
- Библиотека на Европейския университетски институт
- Исторически архиви на ЕИУ
- CADMUS (електронно хранилище с публикации на изследователи от ЕУИ
- European Journal of International Law

- Бадиа Фиезолана
- Манастирът Сан Доменико
- Градините на вила Скифаноя